# Blekingska lagsagan
Blekingska lagsagan var en lagsaga som omfattade Blekinge och dess härader. Svensk rättegångsordning infördes i Blekinge 1682–1683 och 1683 inrättades denna lagsaga. 1690 förenades denna med Skånska lagsagan vilket varade till 1777, med undantag av åren 1718–1719, då en separat lagsaga för Blekinge fanns under namnet Blekinge läns lagsaga.
1827 uppgick lagsagan återigen i Skånska lagsagan till dess lagsagorna avskaffades 31 december 1849.

## Lagmän
- 1683–1686: Peter Crusebjörn
- 1686–1690: Germund Cederhielm
- 1718–1719: Johan Enanderhielm
- 1777–1783: Arvid Erik Posse
- 1783–1794: Johan Henning Gyllenborg
- 1794–1827: Olof Magnus Sanderskiöld